# Andris Biedriņš
Andris Biedriņš (* 2. dubna 1986 Riga) je bývalý lotyšský basketbalista. Stal se prvním basketbalistou v historii lotyšského basketbalu draftovaným do severoamerické NBA, v níž pak strávil deset sezón: devět v dresu Golden State Warriors (2004–2013), jednu v Utah Jazz (2013–2014), kde ukončil kariéru. Tu začal v lotyšském Skonto Riga (2002–2004). Jeho 516 zápasů v základní části NBA je lotyšský rekord. S lotyšskou reprezentací se zúčastnil mistrovství Evropy v letech 2007 a 2009, v obou případech bylo výsledkem 13. místo. Měří 213 centimetrů. Žije v San Franciscu v Kalifornii. Během kariéry v zámoří vydělal 62 milionů dolarů, což z něj činí nejvýdělečnějšího lotyšského sportovce v historii.